# Кузьмин, Евгений Михайлович
Евгений Михайлович Кузьми́н — активный деятель автомобилизма и автоспорта России, участник многих соревнований по автоспорту.

## Биография
Евгений Михайлович Кузьмин является одним из первых отечественных автомобилистов. Также он журналист, в 1902 г. стал сотрудником Санкт-Петербургского журнала «Автомобиль». Написал ряд популярных книг на тему автомобилизма. 

Капустин и Кузьмин на автомобиле Рено

Е. М. Кузьмин принимал участие во многих крупных российских и международных автомобильных соревнований. В 1902 г. он выступал в гонке «Паспарту», в 1904 г. участвовал в Кубке Гордона Беннетта. Принимал участие в пробегах Париж — Санкт-Петербург 1903 и 1907 гг., в пробеге Санкт-Петербург — Киев — Москва — Санкт-Петербург на Императорский приз. Участвовал в мотоциклетных поездках Санкт-Петербург — Рига, Санкт-Петербург — Москва и Санкт-Петербург — Ялта.
Также Е. М. Кузьмин стал первым русским автомобилистом, совершившим автопробег по Северной Африке (1909 год). Вместе с русским автомобилистом Андреем Нагелем на русском автомобиле «Руссо-Балт» участвовал в поездке Санкт-Петербург — Париж — Венеция — Санкт-Петербург.
В 1913—1914 гг. вместе с Андреем Негелем и Борисом Никифоровым на автомобиле «Руссо-Балт» проехал по Средиземноморью и Африке. После путешествия написал книгу «По Африке на автомобиле», которая была выпущена в малым тиражом издательством «Автомобиль» в 1914 году.